# Кадымка
Кадымка (до 1938 — Эжернингкен (нем. Eszerningken), до 1946 — Эшинген (нем. Eschingen)) — посёлок в Озёрском городском округе Калининградской области. Входит в состав Гавриловского сельского поселения.

## История
В 1936 году название посёлка изменили на Эшернинген, в 1938 году он был переименован в Эшинген, в 1946 году в посёлок Кадымку.
В 1947—1977 годах в Кадымке существовала начальная школа, после её закрытия учеников перевели в Суворовскую (Ушаковскую) основную школу.

## Население
| 1818 | 1863 | 1910 | 1933 | 1939 | 2002 | 2010 |
| ---- | ---- | ---- | ---- | ---- | ---- | ---- |
| 89   | ↗174 | ↘101 | ↗288 | ↘287 | ↘181 | ↗183 |